# اودره چومئو
اودره چومئو (فرانسوی: Audrey Tcheuméo‎؛ زادهٔ ۲۰ آوریل ۱۹۹۰) جودوکار اهل فرانسه است.
وی در مسابقات کشوری و بین‌المللی در مجموع برندهٔ ۶ مدال طلا، ۶ مدال نقره، ۲ مدال برنز شده‌است.